# Cromatite
La cromatite è un minerale; esso ha la stessa formula chimica (CaCrO4) del cromato di calcio, di cui costituisce la forma anidrica.

## Abito cristallino
È costituito da una base di silicio di forma tetraedro.